# Ферман
Ферманът е официален дοкумент, декрет, указ, упълномощаване на суверена (владетеля) в някои исторически ислямски страни като Османската империя, Империята на Великите Моголи и Иран при шах Реза Пахлави. Документът се подписва лично от суверена или от неговия министър. Думата произлиза от персийски: فرمان, farmân и означава декрет или нареждане. Използва се в османски и новотурски език: ferman. В Османската империя ферманите са често използвани в държавната администрация. Те винаги носят печата (турата) на падишаха, което ги прави още по-ценни документи. Важна роля в българската история играе султанският ферман от 28 февруари 1870 година, с който е учредена Българската екзархия.
В разговорния български език често с думата „ферман“ се наричат дългите и подробни документи, както и случаите на обширно и често отегчително многословие.

## В Османската империя
В Османската империя ферманът е вид паспорт, издаван от султана или от някой паша с посредничеството на посолство или консулство. Той осигурява на приносителя му всички видове привилегии и вежливи обноски – посещение на губернаторите при прекосяване на градовете и понякога тържествен прием.